# Prénom
 (mars 2016).
Le prénom est un nom personnel utilisé pour désigner une personne, en complément de son nom de famille (donc, dans les cultures indo-européenes où il n'y a pas de nom de famille, le prenom n'existe pas, car il ne peut pas précéder quelque chose d'inexistant). Il peut être unique ou multiple.
Il sert, dans une société, à distinguer les différents individus.
Il arrive en français que par abus de langage on parle de prénom pour n'importe quel nom personnel même dans les langues où celui-ci vient en dernier (par exemple Zedong pour Mao Zedong, dont Mao était le nom de famille).
Dans la plupart des langues indo-européennes, le prénom précède le nom de famille (quoique certains n'ont pas de nom de famille).
Certaines cultures utilisent un ou plusieurs postnoms ; d'autres peuples, comme les Javanais, n'ont qu'un nom seul pour se désigner.
Les courbes temporelles de diversité et popularité des prénoms évoluent plus ou moins rapidement, souvent à l'échelle de chaque génération, reflétant les changements socioculturels du passé plus ou moins proche.

## Étymologie
Dérivé du latin prænomen, le terme désigne dans la Rome antique, un nom placé avant le nom de famille qui permet de distinguer les individus.

## Son caractère moderne
Dans les petits groupes humains, un « nom » seul suffit, car les personnes n'utilisent généralement qu'un seul terme pour désigner leur identité. Les noms de famille, patronymes, surnoms et postnoms n'apparaissent que lorsqu'un besoin de différenciation émerge, dû à une hausse de la démographie par exemple, qui ne permet plus de différencier les individus par leur seul nom.
En France, on en retrouve les premières traces écrites au XIIe siècle. Jusqu'à la fin du Moyen Âge, le nom de personne ou nom de baptême (le plus souvent celui d'un des saints du jour de sa naissance) est donc le nom principal de toute identité. Il joue le même rôle, pour l'Europe latine, que le gentilice ou nomen gentilicium romain. Il est accompagné (généralement suivi), afin de distinguer les différentes personnes portant le même prénom, de différents noms déterminants : nom d'origine géographique, de résidence (du chêne, l'angevin…), de filiation (patronyme : Martin, Jean…), de parentalité, de métier (le marchand, boucher)…, ou surnom — souvent une singularité liée au physique ou au caractère (sobriquets comme le grand, le bon, joly ou encore Martineau, le petit Martin).
Aussi a-t-on, durant les derniers siècles du Moyen Âge en Europe, plus tard ailleurs (dans les pays arabes par exemple), au moment de fixer pour chacun un nom de famille, choisi ces déterminants. L'un d'eux devient nom de famille et acquiert, dans l'identité, une place prépondérante. Le nom de personne n'est plus alors qu'un « pré-nom », ce n'est plus lui qui sert d'entrée dans les dictionnaires bien qu'il précède le nom de famille dans le temps (c'est le nom de l'enfance), dans la graphie et dans l'usage oral, d'ailleurs étymologiquement, prénom signifie avant le nom (pré-, de l’adverbe et préfixe latin prae, « devant, avant »).
Il reste quelques traces de l'ancienne prépondérance du nom de personne. Quand les Russes (cf. usage du prénom en russe) veulent être particulièrement polis et respectueux, ils s'adressent à une personne par son nom (le prénom) suivi de son patronyme (prénom de son père) et en omettant le nom de famille (Aleksandr Isaïevitch pour Alexandre Soljenitsyne). Quand les maîtres arabes établissent la liste de leurs élèves, ils rangent les noms par ordre alphabétique des prénoms, estimant secondaire le nom de famille. Bien que vivant au XVIIe siècle, le peintre Rembrandt van Rijn n'est connu que par un nom de personne qui ne précède rien. De même les papes, les évêques et les monarques sont connus par un nom de personne accompagné d'un numéro d'ordre ou (et) d'un déterminant géographique (Benoît XVI, François Ier, Louis XIV, Anne d'Autriche)…
Pour tous les noms antérieurs au XVe siècle, c'est un anachronisme et une erreur lexicographique de parler de prénom : dans Jean Chrysostome, Jean est un nom de personne assorti d'un surnom comme déterminant.

## Son choix dans le monde
Contrairement au nom de famille (habituellement hérité des pères dans les sociétés patriarcales), le prénom est choisi par les parents à la naissance (ou avant), selon des critères influencée par la loi et/ou les conventions, pression et/ou tendances sociales. De nouveaux prénoms gagnent en popularité alors que d'autres noms sont progressivement oubliés. Des changements notables de diversité dans les prénoms peuvent signaler des changements sociaux majeurs.
À sa naissance (et/ou à son baptême), généralement, chaque personne se voit attribuer un ou plusieurs prénoms, dont un seul (qui peut être composé) sera utilisé par la suite : le prénom usuel. Mais dans nombre de cultures, notamment en Asie et en Afrique, le prénom n'est traditionnellement attribué que plusieurs jours (ou plusieurs semaines) après la naissance.
Dans certaines langues (par exemple en vietnamien, en chinois ou en coréen), le nom de famille précède le prénom (simple ou composé). De même, en hongrois ou en japonais ; mais, pour éviter les malentendus et pour se conformer aux usages occidentaux, les Hongrois et les Japonais tendent à inverser l'usage traditionnel, lors d'échanges internationaux[réf. nécessaire].
En France, comme dans beaucoup de sociétés occidentales, le choix du/des prénom(s) donne souvent lieu pour les parents à une intense réflexion. De nombreux livres ont été publiés ces dernières années à ce sujet. On observe des phénomènes de mode. Plus particulièrement en France, de nos jours, après une vague des prénoms américains apparus dès les années 1970/1980 et issus des séries télévisées américaines (Anthony, Gregory, Michael/Mickaël ou encore Ste[e]ve), on observe au cours des années 2000 un retour aux prénoms des grands-parents ou aux prénoms courts (Léa, Théo, Jules...).
Cette inspiration donnée par les séries ou les films américains ou autres n'affecte pas tous les pays : parmi les plus résistants aux influences étrangères, en Europe, la Norvège et la Finlande figurent en bonne place, les deux premiers piochant dans un fonds extrêmement fourni, qui doit non seulement à l'énorme répertoire norrois, mais aussi aux influences d'autres peuples germaniques et des Gaëliques, essentiellement irlandais, entre le IXe et le XIVe de notre ère. En outre, la conscience de la signification du prénom de son enfant est inégale selon les cultures et les aires linguistiques. On remarque, au moins dans les pays francophones et anglophones, que le choix du prénom tient plus souvent à sa consonance ou à la mode, comme dit plus haut, qu'à son sens : nombreux sont les exemples comme Mélanie — du grec μέλαινα : « noire (de chevelure) » —, porté par une jeune fille blonde, qui aurait tout aussi bien pu se nommer Terry (de Theodoric, prénom masculin signifiant « protecteur »)... À l'inverse, un Slave sait que son nouveau-né Володя — Volodya, (ou Volya, Volusya, etc.), diminutifs de Володимир (Volodymyr), auquel correspondent le russe Владимир (Vladimir) ou le polonais Waldemar — aura les qualités d'un « prince régnant par la paix », un Caucasien espère bien que son jeune Звияд (Zviad, du géorgien ზვიად) sera à la hauteur de l'« orgueil » que l'on a de l'avoir mis au monde, la toute frêle كنزة (Kenza) sera forcément un « trésor »[Information douteuse], et le petit Lakhota Mato Sapha maˈto ˈsapˣa souhaite bien avoir l'intelligence et la force de l'« ours noir ».
La tradition sápmi (saami) se contente originellement du prénom. L'indication de la filiation est relativement récente, essentiellement pour des raisons administratives. Il en va de même pour les populations turques et altaïques, amérindiennes et bien d'autres.
En dehors de l'Europe, certains choix peuvent étonner les Occidentaux : cela n'a rien d'extraordinaire de « numéroter » son enfant, comme en Chine, au Viêt Nam ou ailleurs. Par exemple, le prénom Samba, fréquent en Afrique de l'ouest, signifie en pulaar « Deuxième [fils] ». Ceci se retrouve parfois dans les prénoms occidentaux, mais la notion de numération n'est plus présente dans la conscience générale, même s'il en reste des traces dans certains prénoms d'origine latine ; ainsi : Quentin, le cinquième, Sixte, le sixième, Septime, le septième ou Octave, le huitième.
Certaines dénominations peuvent surprendre, comme Benjamin (de l'hébreu בנימין, benyamīn), le « Fils du Sud, ou de la droite (côté favorable) ». Une femme chinoise peut se nommer de façon en apparence banale, comme  瓶子 (Pīnyīn píngzi), une « (petite) bouteille », mais la connaissance de la culture concernée empêchera de sous-estimer la valeur de tels prénoms.
Dans les deux cas, ceci n'empêche pas les parents de faire appel à des termes aux significations plus élogieuses ou poétiques, comme c'est souvent le cas partout : Գոհար (Gohar : émeraude, féminin en arménien, provenant du farsi گوهر — plutôt réservé à des femmes dans les langues iraniennes) ; ainsi, l'un des plus courants, en Chine comme ailleurs : 花 (Pīnyīn huā, « fleur », seul ou en composition), მზექალა (Mzekala : fille du soleil, en géorgien), Алмаз ou Алмас (Almaz ou Almas — prénom féminin dans certaines langues, masculin dans d'autres), omniprésents en Asie centrale et dans le Caucase, de l'arabe ألماس, signifiant « diamant », et bien d'autres encore.
Au Viêt Nam, il est courant d'adjoindre au nom de famille (họ) et au prénom (tên) un nom intercalaire définissant le sexe de l'enfant : Thị pour une fille et Văn pour un garçon, entre autres possibilités.
Dans certains pays, notamment en Asie, le prénom change au cours de la vie. Ainsi, en Corée, les nouveau-nés se voient attribuer un « prénom de lait » à la naissance. Puis un autre, le prénom scolaire, vers l'âge de 6-7 ans, lors de leur entrée à l'école. Un troisième prénom, qui sera cette fois conservé jusqu'à la fin de leur vie, est enfin choisi pour leur vie adulte, souvent lors du mariage.
Au Rwanda, les enfants, à leur naissance, sont simplement appelés « le garçon » ou « la fille », et on attend qu'ils aient grandi un peu pour voir quel est le prénom qui va leur correspondre le mieux. De même en Grèce, un enfant non baptisé sera appelé μπέμπης/μπέμπα (du français «bébé») jusqu'à son baptême, qui peut être célébré quelques années après sa naissance, l'extrême limite étant la scolarisation de l'enfant (5-6 ans).
En France, une même personne peut, lors de sa déclaration de naissance à l'état civil, se voir attribuer plusieurs prénoms (il n'est pas rare qu'une personne porte un ensemble de cinq ou six prénoms). L'usage variera alors beaucoup selon les traditions familiales. Ainsi, dans certaines familles catholiques, le prénom Marie sera systématiquement choisi pour premier ou deuxième prénom, même pour un garçon, en hommage à la Vierge Marie. Le prénom du grand-père et de la grand-mère, ainsi que ceux du parrain et de la marraine, sont aussi fréquemment inclus dans la liste des prénoms. Dans la vie courante, seul le prénom d'usage, en général le premier de la liste, sera normalement employé.

### Législation

#### Canada

##### Québec
En droit civil québécois, l'article 54 du Code civil du Québec permet au tribunal d'intervenir dans certaines situations. L'article de loi dit ceci:

« 54. Lorsque le nom choisi par les père et mère comporte un nom de famille composé ou des prénoms inusités qui, manifestement, prêtent au ridicule ou sont susceptibles de déconsidérer l’enfant, le directeur de l’état civil peut inviter les parents à modifier leur choix.
Si ceux-ci refusent de le faire, il dresse néanmoins l’acte de naissance et en avise le procureur général du Québec. Celui-ci peut saisir le tribunal, dans les 90 jours de l’inscription de l’acte, pour lui demander de remplacer le nom ou les prénoms choisis par les parents par le nom de famille de l’un d’eux ou par deux prénoms usuels, selon le cas.
Jusqu’à l’expiration du délai pour saisir le tribunal ou, si un recours est exercé, jusqu’à ce que le jugement soit passé en force de chose jugée, le directeur de l’état civil fait mention de l’avis donné au procureur général sur les copies, certificats et attestations relatifs à cet acte de naissance. »

Une décision historique sur cette question est l'arrêt Lavigne c. Beaucaire de 1996, surnommé l'arrêt « Spatule » car le litige tourne autour du fait que les parents ont choisi le prénom Spatule pour leur enfant. Le juge a accueilli la demande du directeur de l'état civil qui demandait un changement de prénom pour l'enfant.

#### France

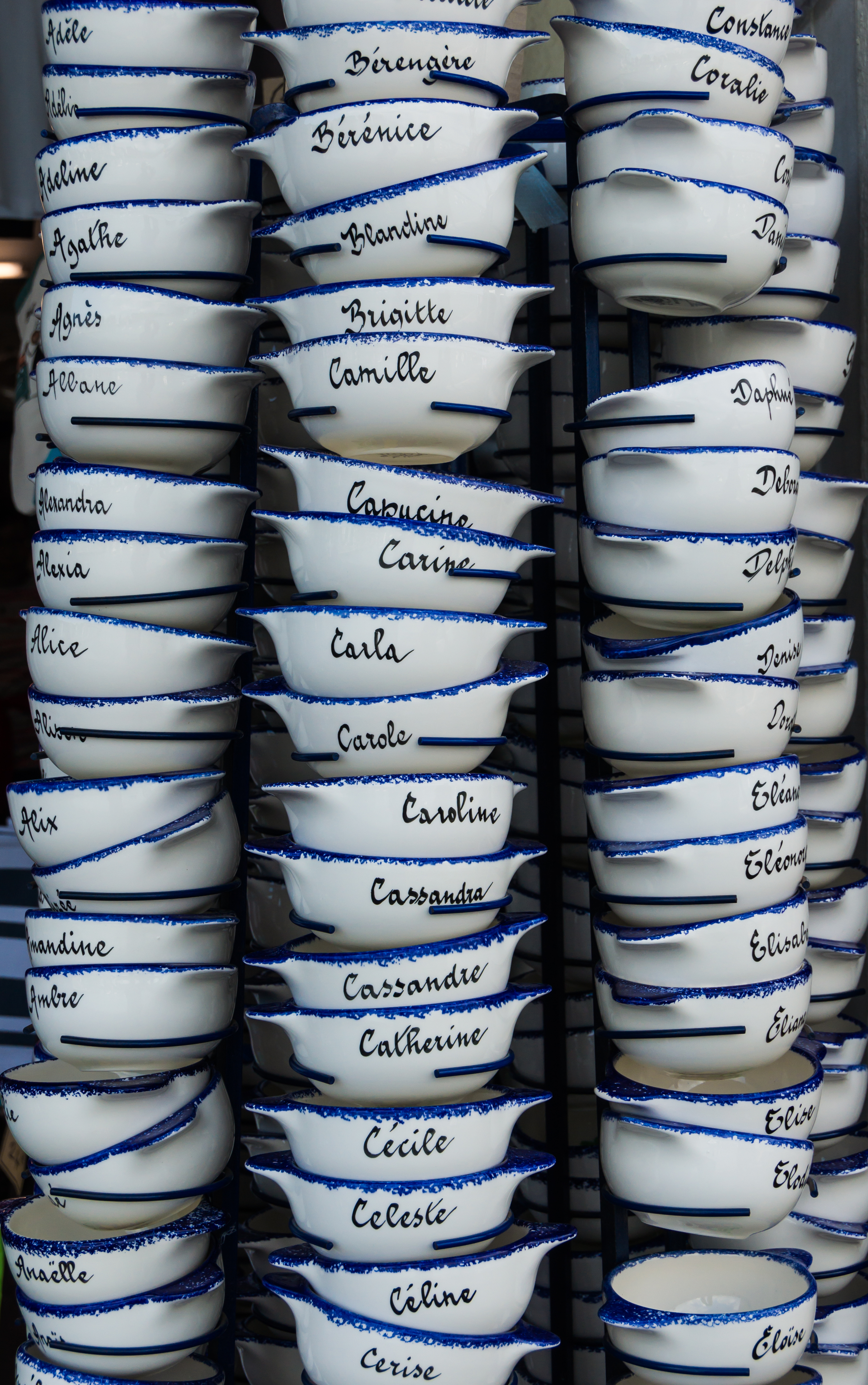
Divers prénoms féminins, marqués sur des bols bretons vendus dans un magasin de l'île aux Moines, dans le Morbihan, en France.

La loi du 11 germinal an XI (1er avril 1803) régule le choix des prénoms. Les prénoms acceptés par l’état civil sont ceux qui figurent dans les différents calendriers mais aussi ceux des personnages de l'Histoire ancienne.

« À compter de la publication de la présente loi, les noms en usage dans les différens calendriers, et ceux des personnages connus dans l’histoire ancienne, pourront seuls être reçus comme prénoms, sur les registres destinés à constater la naissance des enfans ; et il est interdit aux officiers publics d’en admettre aucun autre dans leurs actes. »

— Article 1er, Loi du 11 germinal an XI
L'instruction ministérielle du 12 avril 1966 (Journal officiel du 3 mai 1966) fut une première étape dans la libéralisation du prénom. Cette instruction ministérielle est due à la bataille judiciaire menée par Mireille et Jean-Jacques Manrot-Le Goarnig de Moëlan-sur-Mer.
Avec cette instruction ministérielle, les prénoms répondant aux caractéristiques suivantes peuvent être acceptés par les officiers de l'état civil, sous réserve d'une justification appropriée 
L'arrêt du 10 juin 1981 de la Cour de cassation énonce que « les parents peuvent notamment choisir comme prénom, sous la réserve générale que dans l’intérêt de l’enfant ils ne soient jugés ridicules, les noms en usage dans les différents calendriers et, alors qu’il n’existe aucune liste officielle des prénoms autorisés, il n’y a pas lieu d’exiger que le calendrier invoqué émane d’une autorité officielle ».
L'officier de l'état civil peut directement refuser un prénom si celui-ci n'est pas conforme à la règle de bienséance.
Enfin, depuis la loi du 8 janvier 1993, plus aucune contrainte ne régule le choix du prénom par les parents, même si le prénom choisi ne doit pas remettre en cause l'intérêt de l'enfant. L'officier de l'état civil ne dispose plus du pouvoir d'appréciation sur la recevabilité des prénoms cependant il a toutefois la possibilité d'informer le Procureur de la République s'il lui semble que le prénom porte atteinte aux intérêts de l'enfant.
Il est désormais possible de changer de prénom en faisant la demande directement à l'officier de l'état civil. Dans le cadre de la loi de modernisation de la justice du XXIe siècle, l'article 56 déjudiciarise la procédure de changement de prénom, la circulaire du 17 février 2017 détaille la procédure par ses fiches techniques, le décret no 2017-450 du 29 mars 2017 modifie en conséquence les dispositions du code de procédure civile et adapte celles du décret no 1974-449 du 15 mai 1974 modifié relatif au livret de famille, la  circulaire du 10 mai 2017 complète par ses fiches techniques la circulaire du 17 février 2017 et la procédure de modification du sexe à l’état civil prévue par les articles 61-5 et suivants du Code civil.

#### Nouvelle-Zélande
Le Department of internal affairs (Intérieur) néo-zélandais a publié une liste des prénoms rejetés par les officiers d'état civil, notamment « LUCIFER, V8, Anal, Christ ». Selon Ross McPherson, responsable des questions d'état civil, les demandes rejetées comportaient parfois uniquement des chiffres, une seule lettre ou des signes de ponctuation.

#### Portugal
Au Portugal, la loi n’autorise que les prénoms figurant dans un registre officiel,.

#### Suède
La loi suédoise prévoit que les parents, avant de donner un prénom à leur enfant, doivent soumettre celui-ci aux autorités pour approbation. Datant de 1982, cette loi permettait de restreindre l'usage des noms nobles aux familles nobles.

#### Italie
En Italie, un décret de 1939 interdit de donner aux enfants des prénoms étrangers.

## Prénom, genré ou non
Dans de nombreuses langues, il existe des prénoms épicènes, à la fois masculins et féminins (ex. : Dominique, Camille, Claude ou Noa, en français), avec des effets psycholinguistiques discutés.
En Chine, certains prénoms chinois ne peuvent être identifiés comme féminins ou masculins d'après leur écriture, mais le symbolisme sonore vocalique ou une réduplication peuvent parfois les distinguer.

## Le prénom-masque
Une particularité intéressante du vrai (pré)nom d'un Diné (peuple Navajos) est le mystère qui l'entoure : d'une part, l'enfant n'a guère besoin d'être nommé dans le cadre familial, les termes désignant les liens de parenté sont utilisés à la place du nom. Même s'il est attribué quelque temps après la naissance, le ʼájiʼ (nom de guerre) est employé le moins souvent possible, afin de ne pas le déposséder de son pouvoir protecteur ; par ailleurs, traditionnellement, il n'est jamais prononcé devant une personne étrangère à la famille. Spécialiste des Diné, Marie-Claude Feltes-Strigler écrit : « Le nom d'une personne est son bien secret […]. Si une tierce personne l'a en sa possession, le nom n'est plus fiable et peut même se retourner contre son propriétaire. » Un Diné verra son ʼájiʼ masqué par les divers surnoms qu'il recevra sa vie durant et ceux que l'État civil lui attribue. Sans compter que dans le passé, il n'était pas rare qu'un même individu donne, à sa guise, divers faux noms à ses interlocuteurs, soit pour déjouer le fichage des services de recensement, soit pour dérouter ses interlocuteurs mexicains, puis américains.
Il existe en Mongolie une pratique similaire et bien vivante, surtout hors des agglomérations, qui consiste à malnommer son enfant, de façon à dissuader les esprits malfaisants de lui nuire ou de l'enlever : un petit garçon peut très bien se nommer Муу-охин, Muu-ohin (ˈmuːoxᵊn, « vilaine fille »), voire Тэрбиш, Tèrbiš (ˈtɛrbɨʃ, « ce n'est pas lui »).

## Limitation techniques
Dans certains pays, comme aux États-Unis en Californie, les limites technologiques interdisent l'utilisation de certains signes diactriques dans les prénoms.

## Les prénoms génériques
En Afrique occidentale, dans les pays du golfe de Guinée — Côte d’Ivoire, Bénin, Ghana et Togo —, et plus particulièrement chez les Akans (Minas, Ewes et Ashantis), les enfants reçoivent un prénom qui désigne le jour de leur naissance,. C'est ainsi que Kofi Annan a reçu le prénom « Kofi » qui correspond au vendredi.
Ainsi, Kouaho est le prénom masculin des natifs du jeudi, Kofi du vendredi, Kouamé du samedi, Kwassi du dimanche, Kouadio du lundi, Kablan du mardi et Kouakou du mercredi. Il en va de même pour les filles selon le jour.

## Usage social
Le prénom est très important dans la plupart des cultures dites occidentales. Il permet de se reconnaître comme entité à part entière et de distinguer la parenté de la hiérarchie.
Le rapport "amical" rend l'utilisation du prénom très importante, signe d'appartenance à un même groupe. Un surnom permet souvent de raffermir l'identité du groupe, car seules quelques personnes (même dans le groupe) connaissent la provenance de ce surnom. On observe cependant fréquemment, dans les bandes de camarades (peu importe l'âge), une ou deux personnes dont l'interpellation se fait par le nom de famille. En général, ces personnes soit ont beaucoup d'influence sur les autres, soit sont moins appréciées et servent de bouc émissaire.
Dans certaines institutions (bureau, coalition de médecins, certaines universités), le nom de famille désigne la personne en puissance hiérarchique, souvent appuyé par un titre comme Professeur (enseignement), Maître (droit), Monsieur (politesse) qui remplacent ainsi le prénom, alors signe de vie privée ou de non-formalisme. Par contre, certaines entreprises se débarrassent aujourd'hui de ces signes de respect considérés comme étouffants pour rendre les rapports à l'autorité plus conviviaux, ce qui peut, parfois, n'induire qu'une forme d'hypocrisie moins visible.
Aussi, un moyen de ramener à l'ordre un individu peut se faire en nommant son nom complet, puisque celui-ci inclut l'identité personnelle et la position familiale de ce même individu.
Dans le nom complet d'une personne, le ou les prénoms peuvent-être abrégés par une initiale ou le digramme initial, F. Chopin, Th. A. Anderson.
L'usage du prénom peut remplacer le tutoiement, lorsqu'il n'est pas possible (langue anglaise), ou qu'il serait inapproprié, par exemple pour des raisons de convenance. Il introduit ainsi un niveau supplémentaire de distance ou de respect :
- vouvoiement à la troisième personne ;
- vouvoiement et titre ou grade ;
- vouvoiement et prénom ;
- tutoiement.

Les prénoms d'état civil sont obligatoirement indiqués dans l'ordre sur les documents officiels mais il est souvent possible de faire souligner l'un de ses prénoms secondaires pour en faire usage prioritairement en tant que prénom usuel.
Dans le temps, les prénoms donnés aux nouveau-nés étaient fréquemment ceux des parents ou grands-parents. Pour différencier les personnes, un prénom secondaire était alors utilisé prioritairement, ce qui rend plus ardues les recherches en généalogie.
Exemple : DURAND Marie (Anne, Isabelle) aura une gravure "Anne DURAND" sur sa tombe alors qu'à l'état-civil, elle aura été enregistrée au nom de "Marie DURAND".

## Ésotérisme
Le prénom, dans la numérologie et l'étymologie populaire, est vu par certains mouvements spiritualistes comme un moyen de connaître la personnalité affective de l'individu, qui serait « formé » à partir de son prénom ou influencé par sa consonance.
Ainsi, il existe des marque-pages, des affichettes, des bijoux montrant la signification d'un prénom, les tendances affectives qu'il apporte, et même la vibration (expression remplaçant le mot « couleur ») liée au destin du porteur de ce même prénom.

## Statistiques
En France, l'Insee publie une base de données de plus de 20 000 prénoms avec leur répartition géographique et des statistiques sur 116 ans (1900-2016).
En Belgique, l'INS publie aussi une base de données sur un portail similaire.
L'Office fédéral de la statistique suisse publie un palmarès des prénoms dans la Confédération.
Pour ce qui est du Canada, Statistiques Canada met à la disposition du public des documents sur le sujet — le plus simple étant de s'adresser aux bibliothèques. Le gouvernement du Québec publie une base de données des prénoms en ligne.
L’Administration de la sécurité sociale des États-Unis publie une base de données des prénoms, celle-ci ne préserve pas les accents ni les traits d’union.
L’Office for National Statistics d’Angleterre et du Pays de Galles, Statistique Autriche, Statistique Danemark, le Registre national écossais, l’Institut national de statistique d’Espagne, l’Agence numérique finlandaise, le Bureau central de statistique de la Norvège, le Bureau central de statistique de la Suède, mettent chacun aussi leurs bases de données de prénoms récents en ligne.
Au Portugal, l’IRN publie une liste de prénoms des citoyens Portugais nés récemment,.

## Le prénom comme indicateur de l'origine sociale
En France, le sociologue Baptiste Coulmont a analysé les résultats scolaires des étudiants en fonction de leur prénom. Il a remarqué que les Diane, Adèle et Joseph ont plus de 20 % de chances d’obtenir la mention « Très bien » au baccalauréat, contre à peine 3 % pour les Cindy, Steven et Dylan. « En France, donc, il semble bien que les déterminants sociaux restent centraux dans la distribution des prénoms populaires », note le sociologue.
Dans son ouvrage Pourquoi les Kevin ne deviennent pas médecins. Et autres phénomènes de société expliqués, le sociologue Etienne Guertin-Tardif montre que « les chances d'obtenir un diplôme universitaire dans un programme aussi sélectif que la médecine varient énormément en fonction du prénom que l'on porte. » À titre d'exemple, au Québec, moins de deux Kevin sur 1000 nés dans les années 1980 sont aujourd'hui médecins. Ce nombre s'élève à sept pour Vincent, à neuf pour Laurent, à dix pour Etienne, à douze pour Louis et à plus de quatorze pour Antoine. Le ratio de médecins prénommés Antoine est donc sept fois plus élevé que celui de ceux prénommés Steve ou  Kevin. « Évidemment, note le sociologue, ce constat est lié à leur origine sociale et aucunement à leurs capacités intellectuelles. »